# Habib Draoua
Hadj Habib Derbouz Draoua connu sous le nom de Habib Draoua ou Hadj Draoua (né en 1914 à Oran — mort le 29 octobre 2008 à Oran), était un footballeur et entraîneur algérien.

## Biographie

### Jeunesse et début de carrière
Habib Draoua est né à Mdina Jdida dans la ville d'Oran en 1914. Très jeune, il fut repéré par Sadek Boumaza de l'Union sportive musulmane d'Oran (qui était alors le plus grand club musulman algérien), où il y fit toutes ses classes de minime à junior. Il joua son premier match en sénior avec son club à l'âge de 20 ans en 1934, et il resta à Oran jusqu'en 1937, quand il fut appelé par Le Havre AC, pour tenter une expérience professionnelle. Il a eu un véritable bras de fer avec le dirigeant oranais pour avoir sa lettre de libération. Il resta en France jusqu'en 1945 et la fin de la Seconde Guerre mondiale, pour aller en Tunisie en tant qu'entraineur-joueur à l'Espérance de Tunis, et il y recruta Mustapha et Abdelaziz Ben Tifour avant d'être transféré vers le Club sportif de Hammam Lif où il gagna deux Coupes de Tunisie en 1951 et en 1954. Il arrêta sa carrière de footballeur en 1950, après avoir gagné deux titres de champion de Tunisie en 1957 et en 1960 avec le Stade tunisien.

### Création de l'équipe de l'ALN
En 1957, il participa à la création de l'équipe de l'Armée de libération nationale algérien (ALN) qui aboutissa un an plus tard à la création de l'équipe du FLN. Il prépara les tournées, notamment celles de Syrie, d'Irak et de Jordanie. Il intervint auprès des autorités tunisiennes comme l'atteste Saïd Amara:
« Hadj Habib Draoua a toujours été victime de sa modestie et de l'oubli des grands actes qui marquent l'Histoire. L'équipe du FLN se demandait ce qu'elle allait devenir. Il a fallu l'intervention de Hadj Draoua auprès des hauts responsables tunisiens, notamment le président Bourguiba, pour expliciter l'utilité des matches opposant les clubs tunisiens à l'Équipe du FLN. Sensibiliser les Tunisiens en leur faisant prendre des risques d’engagement politique et moral en restant en rupture avec la FIFA. »

### Carrière d'entraineur
Il fut DTN de la sélection tunisienne de 1957 à 1960. Pour les services rendus au football tunisien, Habib Draoua fut remercié et honoré en 1960 par une « Médaille d’Argent » par les instances fédérales FTF et le ministère des Sports de Tunisie.
Il revint en Algérie au lendemain de l'indépendance en 1962, et entraina les deux clubs phares de la ville d'Oran, le Mouloudia et l'ASMO durant les années 1960, 1970 et 1980.

## Carrière

### Joueur
- 1934-1937 :  USM Oran
- 1937-1945 :  Le Havre AC
- 1945-1946 :  ES Tunis
- 1946-1950 :  Stade tunisien

### Entraineur
- 1945-1946 :  ES Tunis
- 1946-1951 :  Stade tunisien
- 1951-1957 :  CS Hammam Lif
- 1957-1957 :  Équipe de l'ALN
- 1957-1960 :  Tunisie (DTN)
- 1963-1964 :  MC Oran
- 1970-1971 :  ASM Oran
- 1983-1984 :  MC Oran

## Palmarès

### Joueur
- Championnat d'Oranie

Champion : 1935 avec l'USM Oran
- Championnat d'Afrique du Nord (0)

Vice-champion : 1935 avec l'USM Oran
- Championnat de France de D2 (1)

Champion : 1938 avec Le Havre AC

### Entraineur
- Championnat de Tunisie (4)

Champion : 1951, 1954, 1955 et 1956 avec le CS Hammam Lif
- Coupe de Tunisie (3)

Vainqueur : 1951, 1954 et 1955 avec le CS Hammam Lif
- Jeux panarabes (0)

Finaliste : 1957 avec l'Équipe de Tunisie

## Sources
- Stanislas Frenkiel, Le Football des immigrés : France-Algérie, l'histoire en partage, Arras, Artois Presses Université, coll. « Cultures sportives », mars 2021, 311 p., p39-40.